# Кабальная сделка
Каба́льная сде́лка — сделка, совершённая на крайне невыгодных условиях, которую лицо было вынуждено совершить вследствие стечения тяжелых обстоятельств, чем другая сторона воспользовалась. Например, в сфере недвижимости это может быть продажа квартиры в уплату по долгам и за цену значительно ниже рыночной.
Кабальная сделка может быть признана недействительной по иску потерпевшего.

## Признаки
Признаки кабальной сделки:
- совершается вследствие стечения обстоятельств;
- обстоятельства, вынуждающие лицо к её совершению, являются тяжёлыми;
- существует связь между стечением тяжёлых обстоятельств и её совершением;
- заключается на крайне невыгодных для потерпевшего условиях;
- другая сторона пользуется тяжёлыми обстоятельствами, в которые попал потерпевший, вынужденный соглашаться на крайне невыгодные для себя условия.

Кабальной сделка признаётся только судом.